# Чубін Яків Абрамович
Яків Абрамович Чубін (Шуб) (1893, місто Мстиславль Могильовської губернії, тепер Могильовської області, Республіка Білорусь — 13 листопада 1956, місто Москва) — радянський партійний діяч, 1-й секретар ЦК КП(б) Туркменії. Член Бюро ЦК КП(б) Туркменії в 1937—1939 р. Член Центральної контрольної комісії ВКП(б) у 1930—1934 р. Член Комісії партійного контролю при ЦК ВКП(б) у 1934—1939 р. Член Центральної Ревізійної Комісії ВКП(б) у 1939—1941 р. Депутат Верховної Ради СРСР 1-го скликання.

## Біографія
Народився в родині єврейського кустаря-одинака. У червні 1907 — червні 1916 р. — електромонтер трубного заводу, млину Щекріна, контори Семенщукарта в місті Катеринославі.
Член РСДРП(б) з 1915 року.
У червні 1916 — травні 1917 р. — електромонтер рудника Пиролюзит (тепер на західній околиці Марганця у місцевості Чорнишівка, Підгора, Максимівка і Городище) в селі Червоногригорівка Нікопольського повіту Катеринославської губернії. У травні — листопаді 1917 р. — відповідальний секретар Спілки булочників у місті Катеринославі.
У листопаді 1917 — лютому 1918 р. — комендант штабу Військово-революційного комітету, комендант штабу Червоної гвардії у Катеринославі. У лютому — липні 1918 р. — інструктор Народного комісаріату у справах національностей РРФСР у Москві. У липні 1918 — серпні 1919 р. — член підпільного революційного комітету, голова Черкаського повітового комітету КП(б)У Київської губернії.
У жовтні 1919 — травні 1921 р. — відповідальний секретар Ніжинського повітового комітету КП(б)У Чернігівської губернії, завідувач Чернігівського губернського відділу праці, відповідальний секретар Чернігівського губернського комітету КП(б)У.
У травні 1921 — серпні 1923 р. — голова Подільської губернської Контрольної комісії КП(б)У, в.о. відповідального секретаря Подільського губернського комітету КП(б)У, завідувач організаційного відділу Подільського губернського комітету КП(б)У в місті Вінниці.
У серпні 1923 — вересні 1925 р. — відповідальний секретар Акмолінського губернського комітету ВКП(б) у місті Петропавловську, відповідальний секретар Шахтинського окружного комітету КП(б)У (у 1924 році).
У вересні 1925 — серпні 1926 р. — помічник завідувача організаційно-розподільного відділу ЦК ВКП(б).
У серпні 1926 — травні 1928 р. — слухач курсів марксизму-ленінізму при ЦК ВКП(б) у Москві.
У травні 1928 — 1929 р. — заступник завідувача організаційного відділу Московського губернського комітету ВКП(б). У 1929 — червні 1930 р. — голова Московської окружної Контрольної Комісії ВКП(б) — Робітничо-Селянської інспекції. У червні 1930 — травні 1931 р. — голова Краснопресненської і Ленінської районних Контрольних Комісій ВКП(б) — Робітничо-Селянських інспекцій міста Москви.
У травні 1931 — січні 1934 р. — голова Кримської обласної Контрольної Комісії ВКП(б) — Робітничо-Селянської інспекції.
У січні 1934 — січні 1936 р. — заступник керівника групи водного транспорту Комісії партійного контролю при ЦК ВКП(б) у Москві.
У січні 1936 — липні 1937 р. — уповноважений Комісії партійного контролю при ЦК ВКП(б) по Курській області РРФСР. У липні — листопаді 1937 р. — уповноважений Комісії партійного контролю при ЦК ВКП(б) по Туркменській РСР.
У жовтні 1937 — листопаді 1939 р. — виконувач обов'язків 1-го секретаря, 1-й секретар ЦК КП(б) Туркменії. У 1939 році арештовувався органами НКВС, але був звільнений.
У лютому 1940 — лютому 1942 р. — заступник Головного арбітра Держарбітражу при Раді Народних Комісарів РРФСР. У лютому 1942 — серпні 1943 р. — заступник керуючого Московського об'єднання спеціальних підприємств Народного комісаріату кольорової металургії СРСР.
У серпні 1943 — квітні 1947 р. — головний контролер Народного комісаріату — Міністерства державного контролю Російської РФСР по Міністерству землеробства РРФСР. У квітні 1947 — липні 1950 р. — головний контролер Міністерства державного контролю РРФСР по Міністерству сільського господарства РРФСР.
З липня 1950 року — на пенсії у місті Москві, де й помер у листопаді 1956 року.